# Округ Онтарио (Њујорк)
Округ Онтарио (енгл. Ontario County) је округ у америчкој савезној држави Њујорк. По попису из 2010. године број становника је 107.931.

## Демографија
Према попису становништва из 2010. у округу је живело 107.931 становника, што је 7.707 (7,7%) становника више него 2000. године.
| Група             | 2000.          | 2010.          |
| Белци             | 94.179 (94,0%) | 99.119 (91,8%) |
| Афроамериканци    | 2.068 (2,1%)   | 2.432 (2,3%)   |
| Азијати           | 691 (0,7%)     | 1.126 (1,0%)   |
| Хиспаноамериканци | 2.149 (2,1%)   | 3.679 (3,4%)   |
| Укупно            | 100.224        | 107.931        |